# REVICE Forward
《REVICE Forward》（日语：リバイスForward）是特摄片《假面騎士REVICE》衍生的錄影帶首映故事系列作品，東映V-CINEXT的名義系列商品之一。為《令和假面骑士系列》的第三部系列錄影帶首映作品。

## 概要
- 本作品的時間點位於《假面騎士REVICE》本篇最終話、劇場版《假面騎士GEATS×REVICE MOVIE Battle Royale》之後及外傳《假面騎士JUUGA VS 假面騎士OLTECA》之前。
- 本作品為《令和假面騎士系列》繼《ZERO-ONE Others》及《假面騎士聖刃 深罪的三重奏》後第三套OV作品。

## 假面騎士LIVE&EVIL&DEMONS

### 本作特色
- 本作在《假面騎士REVICE》本篇最終話播畢后，公開本作的商品情報之時，僅以《假面騎士REVICE》為暫時的片名，直到一個月后才正式確定為《REVICE Forward》。[1]
- 本作繼《假面騎士W RETURNS 假面騎士Accel》後，再度出現於騎士外傳主角被列為全民公敵的設定。[2]
- 本作繼《ZERO-ONE Others 假面騎士Vulcan&Valkyrie》後，再度出現於外傳登場使用主角騎士腰帶所呈現出來的新型態。

### 故事概要
五十嵐大二，每日都在由菲尼克斯改組而成的組織——「青鳥」裏，為維持和平而奮鬥。另一方面，身爲組織隊長的門田廣見，他的身體出現了復原的跡象。這受恩于遺傳因子工學權威——市村博士的成果。
就在這時，出現了一個自稱『沒有基夫的新時代守護者』的組織——「天角獸」。他們出於某個目的，到處綁架，並監禁無數男女。
在青鳥展開營救行動途中，廣見因疑似綁架其中一名受害者——留美而遭到通緝。此外，出現在試圖瞭解真相的大二等人面前的，是一位與廣見有著相同容貌的人——「村正」。
在新的敵人與謎之『惡魔』面前產生動搖的大二，更何況是遭到本為半身的陽炎的背叛——！？被囚禁的少女留美所隱藏的秘密……而村正的真相又是什麽。描述了羈絆關係長達一年，繼承著REVICE遺傳因子的最終章，開幕！！

### 故事背景&用語
天角獸
原文： / Alicorn
突然出現的謎之組織，自稱『沒有基夫的新時代守護者』，染井俊一郎為該組織的首領。
出於某個目的，不斷綁架並監禁無數男女，直到秘密基地被五十嵐大二所屬的和平維持組織青鳥所搗破，首領染井一度被落網，卻中了村正的圈套而整個組織一度死灰復燃。
直到五十嵐大二和門田廣見知曉真相——組織的幕後黑手是遺傳因子工學權威市村景孝後，歷經磨難，整個組織終於為兩人共同瓦解。
名稱由來：有翼獨角獸，又被稱為「獨角獸的角」，為原希伯來文（‎）的希臘語的意譯。
Transam
原文：
遺傳因子工學權威市村景孝所研發的基因修復程式，門田廣見就是接受了該程式治療而體力恢復如前，據悉其程式内容足以在醫療界掀起革命。
人類變異體
原文： / 
基因修復程式Transam利用活人或死人的體內遺傳基因進行複製，所得的最終成果，可透過細胞層面控制肉體，繼而將體內被抑制的力量激發出來。
夏木偵探事務所
原文：
隸屬於青鳥組織之下，專門調查不明事件的偵探事務所，由夏木花、五十嵐櫻和玉置豪共同經營。

### 登場人物
五十嵐大二（いがらし・だいじ）（日向亘飾）
假面騎士LIVE的變身者，五十嵐一家的次子，一輝的弟弟，青鳥的領導。
於本作中負責帶隊搗破天角獸組織的秘密基地，救走無數孩童，更逮捕首領染井俊一郎，其後因得知「廣見」試圖綁架孩童的消息，為了厘清真相而不得不將染井放走，結果不慎中了村正的計謀，不僅導致雙側驅動器被一刀斬斷，面對村正更是一度下不了手，更眼睜睜看著染井逃走。
之後由於陽炎的「背叛」，大二更是一度心煩、無助，但在經由兄長一輝的開導下恍然大悟，也瞭解了事情真相的大半，從一輝手中借來了REVICE驅動器，透過巨型蝙蝠罪惡印章變身成假面騎士LIVE MARVELOUS，先後對戰染井俊一郎和市村景孝，最後更是孤注一擲——利用REVICE驅動器的核心功能——將惡魔從人體分離開來，成功把留美救出。
陽炎（日向亘二飾）
假面騎士EVIL的變身者，大二體內所寄宿的惡魔。
於本作中由於看不慣宿主大二的無能而假裝背叛其，更從門田廣見手中帶走留美到村正面前，實則利用自己當追蹤器，讓大二和廣見查明真相。
其後，由於大二借用兄長一輝的REVICE驅動器，在大二變身後，自己便緊接著變身成假面騎士EVIL MARVELOUS，先後對戰染井俊一郎和市村景孝。
門田廣見（かどた・ひろみ）（小松準彌飾）
假面騎士DEMONS的變身者，青鳥的行動隊隊長。
較早時接受市村景孝的治療，身體竟奇蹟般恢復如前，一開始還覺得沒甚麼，但在知道真相後更是一度喜出望外。
於本作中原本早已潛入天角獸組織的秘密基地，並發現無數孩童被囚禁的地方，卻因被發現而遭狠狠拷打，後更被丟在河邊，幾乎奄奄一息，一直到自己莫名其妙變成了綁架犯還遭到通緝，又隨著遇到留美。
隨後自己和留美就暫時躲藏起來，期間對留美更是產生了微妙的感情，因此即使留美被陽炎假裝帶到村正面前，為了將留美救出來，為了完成與她的約定，甘願卯足了勁，因此再度獲得DEMONS驅動器和巨型蜘蛛罪惡印章，變身成假面騎士IMPERIAL DEMONS，先後擊殺村正和市村景孝。
事件結束後，按照約定，和大夥帶著留美去遊樂園玩。
五十嵐一輝（いがらし・いっき）（前田拳太郎飾）
五十嵐一家的長子。
於本作中已恢復了與拜斯的相關記憶，現繼續經營幸福澡堂，由於得知事情真相的一部分，而開導大二，兩兄弟一起泡澡閒聊，隨後將REVICE驅動器暫時借給大二，協助他解決危機。
五十嵐櫻（いがらし・さくら）（井本彩花飾）
五十嵐一家的小女兒，一輝和大二的妹妹。
於本作中與花和玉置開設了夏木偵探事務所，專門調查不明事件，首先接獲來自青鳥組織的委託，調查「廣見」綁架孩童的真相，期間同時目擊廣見和村正都在現場，更發現了端倪。
喬治·狩崎（じょーじ・かりざき）（濱尾範高飾）
青鳥的天才科學家，騎士系統的開發者。
於本作中負責跟進天角獸的近況和走向，途中掌握了事情真相的大半，並將新研發的罪惡印章交給大二和廣見，事件結束後，已修復好整個雙側驅動器。
夏木花（淺倉唯飾）
前死亡之徒的女王，現為青鳥組織的成員之一。
於本作中與櫻和玉置開設了夏木偵探事務所，專門調查不明事件，首先接獲來自青鳥組織的委託，調查「廣見」綁架孩童的真相，期間同時目擊廣見和村正都在現場，卻被村正挑撥。
玉置豪（八條院藏人飾）
前死亡之徒的幹部之一，現為青鳥組織的成員之一。
於本作中與櫻和花開設了夏木偵探事務所，專門調查不明事件，首先接獲來自青鳥組織的委託，調查「廣見」綁架孩童的真相。
田淵龍彦（宇治清高飾）
菲尼克斯前分隊長，現為青鳥組織的成員之一。
於本作中與大二合力搗破天角獸組織的秘密基地，將無數孩童救出，更將首領染井逮捕，卻無法逼他招供，直到突然間知悉「廣見」綁架孩童的消息，為了厘清事情真相而與大二不得不將染井放走，結果不慎中了村正的計，釀致整個行動隊的傷亡。

#### 本作登場人物
染井俊一郎（そめい・しゅんいちろう）（伊萬里有飾）
謎之組織「天角獸」的首領。
初登場時由於所屬的秘密基地遭青鳥組織所搗破，染井也被落網，卻為了調查後續真相而不得不將其放出，結果由於五十嵐大二的中計，而得以逃出。
在真相遭曝光後，變身成Transamza 等級3與五十嵐大二和陽炎戰鬥，最終不敵兩人而死。
村正（小松準彌二飾）
與廣見有著相同容貌的謎之人物，有著一頭藍色頭髮，手持兩把武士刀，性格較為陰險。
其真實身份為市村景孝利用門田廣見的遺傳因子所複製出來的人類變異體，初登場時已混進青鳥組織裡，試圖將剛被救出的留美帶走但失敗，期間更挑撥廣見和眾人之間，甚至故意誤導民眾，以便陷害廣見。
在事件末端變成Transamza 等級2與廣見對決，最後不敵於其而被消滅。
市村景孝（いちむら・かげたか）（高橋良輔飾）
遺傳因子工學權威，也是廣見的主治醫生。
其真實身份為天角獸組織的幕後推手，無論是基因修復程式Transam、其最終成果人類變異體，還是變身成怪人態的特製項鏈，都是他的傑作。
在真相曝光後，隨著整個組織的全滅，市村不死心地將留美和自己融為一體，變化成Transamza 等級4，最終被五十嵐大二、陽炎和門田廣見三人合力擊殺。
留美（るみ）（芹澤凜飾）
天角獸綁架及監禁事件中的少女受害者，一度被青鳥組織救出，卻疑似被廣見綁架而謎團重重。
事實上，自年幼起就被天角獸囚禁，還經由市村景孝的改造而成為唯一一個實驗成功的變異體，成功變異後的她擁有驚人的治癒身體的特殊能力，而不斷被兩者利用。
在與門田廣見短暫相處期間，她是第一個證明廣見清白的人，爾後被假裝叛變的陽炎帶到村正面前，直到五十嵐大二和廣見找上門時，她早已和市村融為一體，成為Transamza的進化態，所幸在市村被廣見擊殺時，留美已被大二及時救下來。
事件結束後，按照兩人的約定，和大夥一起去遊樂園玩。
幸雄（梶原颯飾）
謎之組織「天角獸」的成員之一。
在好幾年前早已身亡，在喬治·狩崎調查的資料得知與真理子兩人同為透過市村景孝遺傳因子所製造出來的人類變異體。
最後遭到染井俊一郎的偷襲而消滅。
真理子（松田里茉飾）
謎之組織「天角獸」的成員之一。
在好幾年前早已身亡，在喬治·狩崎調查的資料得知與幸雄兩人同為透過市村景孝遺傳因子所製造出來的人類變異體。
最後遭到染井俊一郎的偷襲而消滅。

### 本作登場假面騎士

#### 假面騎士LIVE
變身者：五十嵐大二（替身演員：永德、CV：日向亘）
原文： / 
形態
| 形態名稱       | 簡介 | 外觀                                     | 能力                                                                                          | 必殺技                                                        |
| LIVE MARVELOUS | 原文： 搭配 Mega Bat Vistamp 變身的形態，為假面騎士LIVE的特殊形態。 身高：195.7cm 體重：117.5kg 拳擊力：74.4t 踢擊力：88.5t 跳躍力：120.8m 行動速度：1.1秒（100m） | 全身以紫、粉紅、黑、銀、金、青綠色為主。 | 擁有狐蝠基因情報的能力。 擅長與假面騎士EVIL MARVELOUS進行連攜攻擊，並能使用蓋印破壞砲50戰鬥。 | Marvelous Justis Finish 原文： 該形態所屬的必殺技（騎士踢）。 |

#### 假面騎士EVIL
變身者：陽炎（替身演員：繩田雄哉、CV：日向亘）
原文： / 
形態
| 形態名稱       | 簡介 | 外觀                                 | 能力 | 必殺技                                                        |
| EVIL MARVELOUS | 原文： 搭配 Mega Bat Vistamp 變身的形態，為假面騎士EVIL的特殊形態。 身高：207.0cm 體重：114.1kg 拳擊力：77.5t 踢擊力：85.0t 跳躍力：107.8m 行動速度：0.9秒（100m） | 全身以紫、粉紅、黑、銀、青綠色為主。 | 擁有狐蝠基因情報的能力。 能與假面騎士LIVE MARVELOUS進行連攜攻擊，能使用REVICE系統的武器，並使用REVICE斬擊者來攻擊敵人。 | Marvelous Justis Finish 原文： 該形態所屬的必殺技（騎士踢）。 |

#### 假面騎士DEMONS
變身者：門田廣見（替身演員：小森拓真、CV：小松準彌）
原文： / Kamen Rider DEMONS
形態
| 形態名稱        | 簡介 | 外觀 | 能力 | 必殺技                                     |
| IMPERIAL DEMONS | 原文： DEMONS DRIVER 搭配 Giant Spider Vistamp 變身的形態，為假面騎士DEMONS的特殊形態。 身高：207.4cm 體重：129.8kg 拳擊力：64.1t 踢擊力：140.5t 跳躍力：48.3m 行動速度：1.5秒（100m） | 全身以黑、白、銀、磚紅、鈷藍色為主。 胸甲改自假面騎士REVI 破殼暴龍基因組的胸甲，頭盔額頭追加一個白色巨蜘蛛的裝飾，背部則追加一塊蜘蛛網狀披風。 | 擁有大蜘蛛基因情報的能力。 擁有出色的格鬥能力和防禦性能，並且是康復的廣見變身，能發揮出很高的運動能力。 此形態也能進行Dominate Up，能使用印章在手臂上部署鱷魚基因組和科摩多龍基因組能力的武裝。 | Demons Finish 原文： Demons Requiem 原文： |

### 本作登場怪人

#### Transamza
Transamza 等級1
原文： / 
身高：198.7cm
體重：92.3kg
特色 / 能力：格鬥攻擊 / 波動攻擊
天角獸成員幸雄和真理子變成怪人的姿態。
擁有優秀的運動能力，能釋放能量的波動攻擊。
Transamza 等級2
原文： / 
身高：199.0cm
體重：95.3kg
特色 / 能力：格鬥攻擊
天角獸成員村正變成怪人的姿態。
擁有優秀的格鬥能力，能使用包覆紫色能量的強力手刀攻擊。
Transamza 等級3
原文： / 
身高：199.9cm
體重：120.6kg
特色 / 能力：格鬥攻擊 / 波動攻擊
染井俊一郎變成怪人的姿態。
達到等級3狀態上半身的防禦能力增強了，運動能力也進一步提升，並且能釋放紅色能量波等攻擊。
Transamza 等級4
原文： / 
身高：207.5cm
體重：160.4kg
特色 / 能力：爪攻擊
市村景孝與留美融為一體後變成怪人的姿態。
達到等級4狀態後得到攻防優秀的重厚身軀，能用右臂的爪子使出強力的斬擊將敵人切成兩半。

### 本作登場道具

#### 罪惡印章（Vistamp）
| 英文名稱     | 日文名稱               | 中文名稱 | 對應假面騎士                    | 音效 | 能力                                                   | 備註                                 |
| ------------ | ---------------------- | -------- | ------------------------------- | --- | ------------------------------------------------------ | ------------------------------------ |
| Mega Bat     | メガバット             | 巨型蝙蝠 | 《假面騎士LIVE / 假面騎士EVIL》 | 待機音效「Me! Me! Mega Bat!（メ！メ！メガバット！）」 變身音效「Marvelous up! Kagayaku hodo shining! Hageshiku naru darkness! Crossing crossing! Kamen Rider Live & Evil Marvelous! （マーベラスアップ！輝くほどシャイニング！激しくなるダークネス！Crossing crossing! 仮面ライダーライブ&エビルマーベラス！）」 合體變身音效「Marvelous up! Marvelous Justis End! （マーベラスアップ！マーベラスジャスティスエンド！）」 | 變身成假面騎士LIVE MARVELOUS和假面騎士EVIL MARVELOUS。 | 存放狐蝠遺傳基因情報的印章型道具。   |
| Giant Spider | ジャイアントスパイダー | 巨型蜘蛛 | 《假面騎士DEMONS》              | 待機音效「Ja! Ja! Giant Spider!（ジャ！ジャ！ジャイアントスパイダー！）」 變身音效「Grand! Gigant! Giant! Spider! （グランド！ギガント！ジャイアント！スパイダー！）」 合體變身音效「Hissatsu! Saidai! Goukai! Spider! （必殺！最大！豪快！スパイダー！）」                                                                                     | 變身成假面騎士IMPERIAL DEMONS。                        | 存放大蜘蛛遺傳基因情報的印章型道具。 |

### 樂曲
《Come Alive》（片頭曲）
- 主唱：日向亘、小松準彌
- 作詞：瀧尾沙
- 作曲：tatsuo

《Love yourself》（片尾曲）
- 主唱：NICE FAMILIA（前田拳太郎、日向亘、井本彩花、濱尾範高、淺倉唯、關隼汰、八條院藏人、小松準彌）
- 作詞：藤林聖子
- 作曲：tatsuo

### 演員
- 幸雄 - 梶原颯
- 真理子 - 松田里茉

## 製作人員
- 原作 - 石之森章太郎

## 相關資料

## 外部連結
- REVICE Forward 官方網站 （页面存档备份，存于）